# Frederick Alfred Pile
Sir Frederick Alfred Pile, britanski general, * 1884, † 1976.